# Вапеник
Вапеник (словац. Vápeník) — село в Словаччині, Свидницькому окрузі Пряшівського краю. Розташоване в північно-східній частині Словаччини в північній частині Низьких Бескидів.
Уперше згадується у 1600 році.

## Пам'ятки
У селі є парафіяльна греко-католицька церква Покрови Пресвятої Богородиці з 1888 року в стилі бароко-класицизму.
Крім неї є також православна церква Покрови Пресвятої Богородиці з 1993 року.

## Населення
| Рік:            | 1993 | 2003     | 2013     | 2023    |
| --------------- | ---- | -------- | -------- | ------- |
| Кількість осіб: | 66   | 49       | 38       | 37      |
| Різниця:        |      | -25,75 % | -22,44 % | -2,63 % |

| Рік:            | 2022 | 2023 |
| --------------- | ---- | ---- |
| Кількість осіб: | 37   | 37   |
| Різниця:        |      | +0 % |

В селі проживає 42 особи.
Національний склад населення (за даними останнього перепису населення — 2001 року):
- русини — 46,15%
- словаки — 44,23%
- українці — 7,69%

Склад населення за приналежністю до релігії станом на 2001 рік:
- православні — 63,46%,
- греко-католики — 34,62%,
- римо-католики — 1,92%,